# 井上春華
井上春華（2006年5月6日—）日本京都府出身，隸屬演藝經紀公司UP-FRONT AGENCY，日本女子偶像團體「早安少女組。」第十七期成員。

## 人物
- 擅長寫書法，七段。

- 喜歡的音樂類型為「J-POP」。

- 喜歡的球類運動為軟式網球。

- 座右銘『落ち着く』。

- 喜歡的食物是「薄荷巧克力」及「刨冰」。

- 對時尚沒什麼概念，所以衣服都是從搭配好的人體模特兒上購買。

- 會在早安少女組。成員生日時，以寫書法的方式慶祝。

- 因為想成為偶像所以報名了許多偶像的徵選，其中早安家族就報名了4次，而且前3次都在書面審查時就落選。

## 簡歷
2023年
參加「モーニング娘。25周年記念オーディション 明日を作るのは君」選秀會。
- 5月23日，與同樣參加甄選並合格的弓桁朱琴一起正式成為早安少女組。'23第十七期成員。

## 外部連結
- モーニング娘。'23｜ハロー！プロジェクト オフィシャルサイト （页面存档备份，存于）
- 井上春華｜ハロー！プロジェクト オフィシャルサイト （页面存档备份，存于）
- モーニング娘。'23 17期メンバー 井上春華 オフィシャルブログ （页面存档备份，存于）